# Шейн O’Нил (3-й граф Тирон)
Шейн или Джон О’Нил, 3-й граф Тирон (также известный как Шон, а в Испании — Хуан, ок. 1599 — 29 января 1641) — ирландский дворянин и военный на испанской службе, младший сын Хью О’Нила, графа Тирона.

## Ранняя жизнь
Шейн О’Нил родился в Данганноне в 1599 году. Один из двух сыновей Хью О’Нила, графа Тирона (ок. 1550—1616), и его четвертой жены, Кэтрин Мэдженисс (? — 1618), дочери сэра Хью Мэдженниса.
Он покинул Ирландию вместе со своим отцом и Рори О’Доннеллом, 1-м графом Тирконнеллом, во время Бегства графов в сентябре 1607 года и отправился на европейский континент. Его сочли слишком юным, чтобы сопровождать отца в Рим, и оставили во Фландрии на попечение брата Генри. Он получил образование у францисканцев в Лувене.

## Военная служба
Повзрослев, Шейн поступил на службу испанской короне в один из ирландских полков во Фландрии. Находясь там, он, как и другие его кузены из рода О’Нил, постоянно планировал возвращение своего отца и восстановление гэльского правления в Ольстере. Он стал титулярным полковником полка Тирона после смерти своего сводного брата Генри по просьбе его отца. Двоюродный брат Шейна О’Нила Оуэн Роэ О’Нил, хотя и потерпел неудачу в попытке принять командование полком, позже служил заместителем командира и исполняющим обязанности командира полка, пока Шейн О’Нил не стал достаточно взрослым, чтобы взять на себя эту роль. В 1613 году Шейн был при дворе в Брюсселе в качестве пажа инфанты Изабеллы. После смерти своего отца в Риме в 1616 году Шейн принял титул графа Тирона. Его наследование титула графа Тирона было признано как папой римским Урбаном VIII, так и инфантой Изабеллой Испанской, королевским губернатором Испанских Нидерландов. Его графский титул был признан в Испании, но не в Англии и Ирландии. Этот титул был пожалован его прадеду Конну Бакаху О’Нилу, 1-му графу Тирона, королем Англии Генрихом VIII Тюдором и был подтвержден его отцу Хью королевой Англии Елизаветой I Тюдор. Титул графа Тирона был аннулирован актом о присвоении, принятым ирландским парламентом в 1608 году.
В 1625 году предложение ирландских эмигрантов в Испанских Нидерландах, в частности Фроренса Конри, архиепископа Туама, и Оуэна Роэ О’Нила двоюродного брата Шейна, о вторжении в Ирландию испанских войск было отклонено. В 1627 году архиепископ и Оуэн Роу О’Нил отправились в Мадрид, чтобы представить план на рассмотрение нового короля Испании Филиппа IV. Предложение предусматривало высадку испанского десанта в Киллибегсе, а город Дерри должен был быть взят для обеспечения обороноспособного порта. В этом предложении также содержался призыв к тому, чтобы испанские войска возглавили Джон О’Нил и Хью О’Доннелл, сын Рори О’Доннелла, 1-го графа Тирконнелла, который сопровождал своего отца во Фландрию во время бегства графов. Чтобы ослабить напряженность в отношениях между двумя семьями, было предложено, чтобы оба они были назначены командующими сил вторжения и считались равными. О’Доннелл должен был командовать вторым ирландским полком, созданным из существующего полка, а два новых полка будут дополнены людьми, набранными из других испанских сил в Нидерландах.
Хотя флот из 11 кораблей был собран в Дюнкерке в связи с тем, что флот должен был отплыть в сентябре 1627 года, оставались разногласия относительно состава и руководства силами вторжения. Инфанта в Брюсселе, желая уменьшить последствия для Испании в случае неудачи, хотела уменьшить число валлонцев и желала, чтобы Джон О’Нил был единственным командующим военной экспедиции. В это же время Мадрид благоволил Джону О’Доннеллу. Окончательный план, предложенный в декабре 1627 года, предусматривал создание нового ирландского парламента и то, что О’Нил и О’Доннелл предприняли вторжение не ради личной выгоды, а ради создания «Королевства и Республики Ирландия». В конце концов, король Испании отказался от этого плана.
Шейн О’Нил рассматривался как угроза английскому господству в Ирландии. В письме 1627 года от Лорда-наместника Ирландии, виконта Фолкленда, утверждалось, что существуют доказательства того, что король Испании намеревался послать Шейна О’Нила в Ирландию во главе испанской армии, чтобы самому претендовать на престол Ольстера и быть провозглашенным губернатором Ирландии от имени испанского монарха. (Фолкленд также утверждал, что среди ирландцев ходили слухи о том, что О’Нил уже получил золотую корону, которую он держал на столике у своей кровати).
Джон О’Нил обратился к королю Филиппу IV с другим предложением о вторжении в 1630 году, но это предложение было отвергнуто. Во время пребывания в Мадриде Джон О’Нил был произведен в рыцари ордена Калатравы и стал членом Высшего Военного совета Испании. В 1639 году еще одна просьба О’Нила к испанскому королю Филиппу IV разрешить ему возглавить испанскую армию в Ирландии была отклонена. В 1641 году Рори О’Мур, не зная о смерти Джона О’Нила, обратился к нему за помощью в подготовке восстания 1641 года.
Шейн О’Нил использовал свое влияние на папу римского, чтобы его бывший наставник Хью Маккагуэлл был назначен архиепископом Армы и примасом всей Ирландии в 1626 году. В 1630 году он основал колледж Сан-Педро и Сан-Пабло в Сан-Патрисио в Алькале, они закрылись после его смерти.
В 1638 году ирландские полки под командованием О’Нила и О’Доннелла были переведены из армии Фландрии в Испанию, чтобы поддержать силы там перед лицом ожидаемого французского вторжения. Эти полки участвовали в испанской попытке подавить каталонское восстание . Шейн умер в январе 1641 года, возглавляя свой полк во время битвы при Монжуике близ Барселоны, умирая от мушкетного ранения в грудь близ города Кастельдефельс. Его полк понес катастрофические потери в бою. Его брат Брайан умер двумя днями раньше.

## Семья
Находясь в Мадриде после 1630 года, он встретил Изабеллу О’Доннелл, и у них родился внебрачный ребенок, Хью Юджин О’Нил, который позже был узаконен королем. (Одним из предложений ослабить напряженность между О’Ниллами и О’Доннелами во время планирования прерванного вторжения 1627 года был брак Шейна О’Нила с Марией Стюарт О’Доннелл, дочерью Хью Роэ О’Доннелла, сестрой соперника О’Нила Хью и кузиной Изабеллы).
Семейная традиция О’Нилов с Мартиники гласит, что у Джона также был законный сын Патрик, и что Джон и Патрик оба сражались с Оуэном Роэ О’Нилом в 1642 году. Согласно этой традиции Патрик женился и поселился в Ирландии. Мартиникская семья утверждает, что ведет свое происхождение от его сына Генриха, который эмигрировал в какое-то время во время правления короля Англии Якова II Стюарта.
Оуэна Роэ О’Нила, знаменитого ирландского генерала 1600-х годов, спросили, был ли он после смерти Шейна/Джона О’Нила графом Тироном. Он отрицал это, утверждая, что истинным графом был Константино О’Нил, живший тогда в Испании. Дон Константино или Конн О’Нил приходился двоюродным братом и Джону/Шейну, и Оуэну О’Нилу. Его прадедом был Конн Макшейн О’Нил, сын знаменитого принца Шейна О’Нила Ольстерского, по линии своего отца Арта МакШейна. Его мать Мэри была дочерью Арта МакБарона О’Нила, брата Хью О’Нила, 2-го графа Тирона. Дон Константино жил в Ирландии, но после смерти своего двоюродного брата в 1680 году отправился в Испанию, чтобы претендовать на титул. К несчастью для Константино, король, думая, что у него нет наследника, передал титул и командование ирландским полком сыну незаконнорожденного кузена О’Нила. Константино вернулся в Ирландию и был активным политиком и военным офицером в Вильямитской войне в качестве сторонника короля Якова II.